# K6리그 광주
K6리그 광주(K6 League Gwangju)는 대한민국 광주광역시에서 진행되는 축구 대회이다.

## 역사
2018년에 '디비전 - 6 광주광역시리그'라는 이름으로 시작되었다. 2018시즌에는 1개 지역에 6개 선수단이 참가했고 2019시즌에는 3개의 지역으로 나눠 18개 선수단이 참가하고있다.

## 시즌별 결과
| 시즌   | 권역 | 참가 | 우승              | 준우승            | 승격 | 강등 | 비고                                |
| ------ | ---- | ---- | ----------------- | ----------------- | ---- | ---- | ----------------------------------- |
| 2018년 | 1개  | 6팀  | 광주 서구 효창 FC | 광주 북구 천환 FC |      |      | 승격팀은 2019년 K5 광주 전남에 참가 |
| 2019년 | 3개  | 18팀 |                   |                   |      |      |                                     |

## 같이 보기
- K6리그